# مشعاب
مِشْعَاب (الاسم العلمي: Flustra)، جنس حيوانات حزازية من فصيلة المشعابية. الجنس عالمي التوزع.

## الأنواع
تم نقل العديد من الأنواع المدرجة سابقًا في المشعاب إلى أصناف مختلفة. الأنواع التالية معترف بها حاليًا في المشعاب
- Flustra anguloavicularis Kluge, 1961
- Flustra digitata Packard, 1867
- Flustra foliacea (Linnaeus, 1758)
- Flustra italica Spallanzani, 1801
- Flustra nordenskjoldi Kluge, 1929
- Flustra pedunculata (Busk, 1884)
- Flustra separata Waters, 1888
- † Flustra sexagona Mokrinskiji, 1916

```
يشتمل الجنس أيضًا على هذه الأصناف المختلف عليها حاليًا:
[
3
]
```

- † Flustra arenosa Ellis & Solander, 1786
- Flustra bombycina Ellis & Solander, 1786
- Flustra ceranoides Lamouroux, 1816
- † Flustra duvaliana Michelin, 1845
- Flustra horneri (Kirchenpauer, 1869)
- Flustra ramosa (Jullien, 1888)